# Марк Хоаре
Марк Хоаре (сваз. Mark Hoare; 28. фебруар 1995) есватински је пливач чија ужа специјалност су спринтерске трке слободним стилом. 

## Спортска каријера
Хоаре је дебитовао на међународној пливачкој сцени 2014. на Играма комонвелта у Глазгову где је био једини члан пливачке репрезентације своје земље. Годину дана касније је дебитовао на светским првенствима, а најбољи пласман који је остварио на првенству у Казању 2015. било је 71. место у квалификацијама трке на 100 делфин (у конкуренцији 73 такмичара). 
Хоаре је пливао и на светским првенствима у Будимпешти 2017 (101. и 99. место на 50 и 100 слободно) и Квангџуу 2019(108. на 50 слободно и 111. место на 100 слободно). Такмичио се и на светском првенству у малим базенима у Виндзору 2016. године. 